# Ludwig Borinski
Ludwig Borinski (geboren 11. Januar 1910 in München; gestorben 5. November 1998 in Hamburg) war ein deutscher Anglist.

## Leben
Ludwig Borinski stammte aus einer assimilierten jüdischen Familie, sein Vater war der Germanist Karl Borinski. Er wurde 1931 in Leipzig bei Levin Ludwig Schücking promoviert und gehörte dort zugleich zum Schülerkreis von Theodor Frings. Als sogenannter „Halbjude“ scheiterte er 1933 aus rassistischen Gründen mit seiner Habilitation. Daraufhin emigrierte er nach England, wo er 1934 bis 1937 am Trinity College der Universität Cambridge unterrichtete, aber akademisch keinen Fuß fassen konnte.
Nach Kriegsende kehrte er nach Deutschland zurück und schlug sich mit Hilfsarbeiten durch. 1951 wurde er als Professor für englische Sprache und Kultur an die Universität Hamburg berufen und lehrte dort bis zu seiner Emeritierung 1975.
Ludwig Borinski ruht auf dem Friedhof Ohlsdorf. Die Grabstätte im Planquadrat W 20 (nordöstlich von Kapelle 2) ist heute verwaist.

## Schriften (Auswahl)
- Der Stil König Alfreds. Eine Studie zur Psychologie der Rede. Leipzig 1934, OCLC 491189260.
- Englischer Geist in der Geschichte seiner Prosa. Freiburg im Breisgau 1951, OCLC 83338289.
- Der englische Roman des 18. Jahrhunderts. Wiesbaden 1978, ISBN 3-7997-0697-6.
- Die Anfänge des britischen Imperialismus. Göttingen 1980, ISBN 3-525-85570-2.